# Canet, Hérault
Canet är en kommun i departementet Hérault i regionen Occitanien i södra Frankrike. Kommunen ligger i kantonen Clermont-l'Hérault som tillhör arrondissementet Lodève. År 2022 hade Canet 3 600 invånare.

## Befolkningsutveckling
Antalet invånare i kommunen Canet
Referens:INSEE